# Velký strahovský stadion
Velký strahovský stadion či Stadion Strahov, Stadion Masarykův nebo také Strahovský stadion je stadion s největší rozlohou na světě. Jeho kapacita činí 250 000 míst, z toho 56 000 k sezení (reálně by však k obsazení celé kapacity nemohlo dojít kvůli havarijnímu stavu tribun). Od 6. 3. 2003 jsou betonové tribuny zapsány na seznamu kulturních památek České republiky.
Stadion se nachází na pražském Strahovském kopci v těsné blízkosti Stadionu Evžena Rošického, na Atletické a Vaníčkově ulici (Břevnov čp. 100, Vaníčkova 6, Praha 6) mezi Malovankou a Hřebenkami.

## Historický vývoj

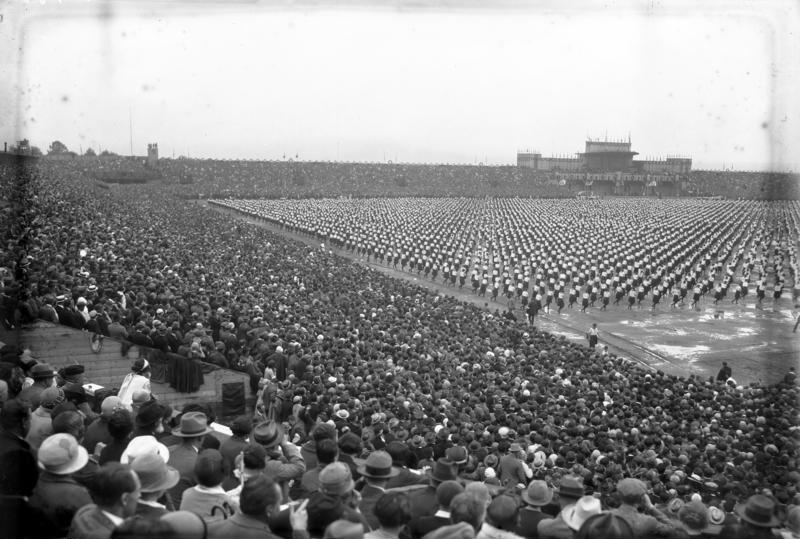
IX. Všesokolský slet v roce 1932

### První republika
Výstavba prvního stadionu, který byl dřevěný s částečně nasypanými nekrytými hliněnými tribunami, avšak již na dnešním půdoryse, zde začala již roku 1926 pro VIII. Všesokolský slet. Autorem projektu byl Alois Dryák. Při Svatováclavském miléniu v roce 1929 se zde konala veřejná vystoupení orelských jednot, za nebývalé účasti cvičenců ve dnech 5. a 6. července 1929. Další, IX. Všesokolský slet se konal v roce 1932. Těchto akcí se jako hlava státu účastnil prezident T. G. Masaryk, na oba slety přijel na koni Hektorovi. Stadion byl pro druhý slet modernizován. V úpravách se pokračovalo i v dalších letech (1933, 1936, 1937, 1947), na kterých se podílela autorská dvojice Balcárek-Kopp, architekti specializující se na sportovní stavby.
V roce 1937, při Zborovských oslavách (dvacátého výročí Bitvy u Zborova 2. července 1917), se tam Masaryk veřejně naposledy rozloučil s přítomnými Pražany a legionáři, když stadion několikrát objel 4. července v otevřeném automobilu Praga, mávaje červenobílým šátkem v levé ruce. Největší návštěvnost zaznamenal areál v červnu a červenci roku 1938 již jako Masarykův státní stadion, u příležitosti jubilejního „světového“ protiválečného X. Všesokolského sletu, jehož se účastnilo 348 086 cvičenců a přes 2,3 miliónu diváků.
Kromě vlastní plochy stadionu stojí za zmínku, že se na komunikaci obkružující stadion konaly i motocyklové a automobilové závody, které mohli diváci sledovat právě z jeho vnějších ochozů.

### Po druhé světové válce

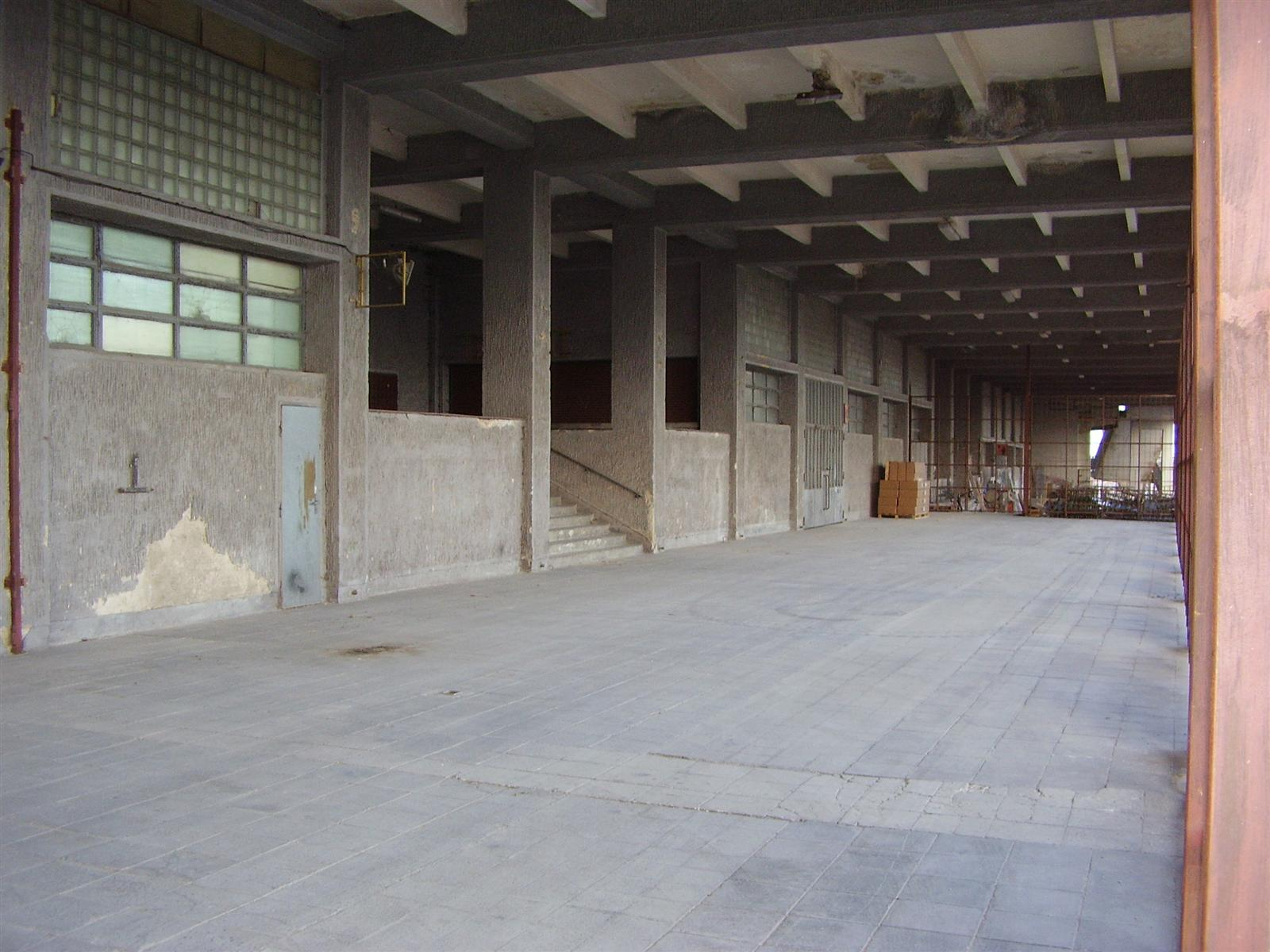
Chátrající ochoz stadionu sloužící jako sklad v roce 2008

Po druhé světové válce se tu během tzv. třetí republiky konaly vojenské přehlídky na oslavu vítězství ve druhé světové válce, a to v letech 1946 a 1947 (30. výročí bitvy u Zborova za účasti prezidenta Edvarda Beneše), kdy plochu stadionu zaplnila legionářská jízda podporovaná letectvem ve vzduchu jako v roce 1937, ale vzápětí lehká i těžká bojová vozidla.

### Po nástupu komunistů k moci
XI. všesokolský slet využil v neděli 27. června 1948 Sokol za přítomnosti úřadujícího prezidenta Klementa Gottwalda jako protest proti nastupujícímu komunismu. Brzy poté došlo k rozpuštění Sokola a následovaly spartakiády.
V roce 1950 (a později také v letech 1957 a 1962) se v okolí stadionu odehrály závody automobilů "Strahovský štít", kdy největší pozornost poutaly závody sportovních vozů. V 60. letech se přímo na stadionu nacházela dokonce jeden čas i závodní dráha pro závody motocyklů.
V roce 1953 nastoupily u příležitosti 5. výročí "vítězného února" útvary lidových milic, aby před vládou a občany předvedly svou sílu a připravenost. Hlavní brána stadionu byla při této příležitosti osazena portréty Gottwalda a Stalina jakožto projev přátelství. Konaly se zde také mezinárodní atletické závody, kterých se účastnil mj. běžecký rekordman Emil Zátopek. V tribunách se nacházely také kryté lehkoatletické a běžecké dráhy.
Ve druhé polovině 20. století se zde od roku 1955 konaly v pětiletých odstupech celostátní spartakiády, a to v letech 1955, 1960 a 1965. V té době nesl stadion jméno Československé lidové armády. V roce 1970 se spartakiáda nekonala z důvodu vpádu sovětských vojsk v roce 1968. Předtím byl totiž na červenec 1970 v rámci Pražského jara plánován XII. všesokolský slet za účelem obnovení Sokola. Mezitím došlo k rekonstrukci stadionu, čímž vznikla jeho současná podoba. Na podzim 1973 tu byla slavnostně zahájena III. letní spartakiáda spřátelených armád (4. až 6. září 1973), což byla první velká akce po roce 1968. Mimo defilé sportovců zúčastněných zemí na nákladních automobilech Praga V3S bylo v sobotu 2. září 1973 součástí programu vystoupení akrobatické skupiny Delta na letounech L-39 Albatros, závod v motokrosu, seskok parašutistů atp. Další, tentokrát československé spartakiády se konaly až v letech 1975, 1980 a 1985. K další plánované v roce 1990 již po sametové revoluci nedošlo (konaly se jen tzv. tělovýchovné slavnosti na malém stadionu).

### Po roce 1989
Dne 18. srpna 1990 se tu konal jeden z největších rockových koncertů Rolling Stones, který v rámci jejich turné Steel Wheels/Urban Jungle Tour navštívilo cca 100 000 lidí, a to včetně tehdejšího prezidenta republiky Václava Havla. Po pádu komunismu však megalomanská stavba neměla využití, a tak chátrala, na hřišti o rozloze 63 000 m² rostl plevel a malé stromky, ochozy se dostaly do havarijního stavu. V 90. letech byla plocha využívána i k výstavním akcím, konalo se zde mimo jiné také několik veletrhů ForArch. Na počátku 90. let zde byl také ukázkově předváděn kolektivní jezdecký sport pólo.
V roce 1994 se zde konal obnovený XII. všesokolský slet za účasti více než 20 000 diváků včetně prezidenta Václava Havla. Další všesokolské slety se konaly již na vedlejším Rošického stadionu v šestiletých intervalech – 2000, 2006 (jubilejní XV. všesokolský slet se v roce 2012 konal 5. a 6. července na stadionu v Edenu, avšak většina cvičících Sokolů byla ubytována právě na Strahově ve studentských kolejích, podobně tomu bylo při XVI. všesokolském sletu v roce 2018).
Ve dnech 7. až 10. července 1994 se zde konal mezinárodní sjezd fanoušků motocyklů značky Harley-Davidson pořádaný pražským klubem. Vyvrcholil rockovým koncertem Viléma Čoka, Daniela Landy a Support Lesbiens.
V roce 1995 zde sloužil bohoslužbu slova papež Jan Pavel II. pro zástupy věřících za účasti předních vládních představitelů v čele s prezidentem Václavem Havlem a premiérem Václavem Klausem.
V letech 1999 a 2000 bylo na ploše stadionu provozováno autokino pro 350 vozů.
Na začátku 21. století se objevovaly tendence stadion zbourat, nakonec ale padlo rozhodnutí, že bude zachován. Během srpna 2002 až října 2003 nechala AC Sparta Praha zrekonstruovat centrální část stadionu za 256 milionů korun (včetně finanční podpory Prahy 6). Vytvořila si tu tréninkové centrum pro své týmy všech věkových kategorií se 7 fotbalovými hřišti běžných rozměrů (z nich jedno s umělým trávníkem) a s 1 hřištěm na malou kopanou s umělým povrchem. V roce 2014 se vyřešily složité majetkové vztahy a stadion připadl městu.

## Stav objektu v roce 2021 a perspektiva
Obdélníková stavba se zaoblenými rohy je stadionem s největší rozlohou na světě; ze schodů, jež vedou na tribunu, je vidět panorama Prahy. Zvenku je stadion znečištěn graffiti. Západní tribuna stadionu se neliší od podoby, kdy se zde konaly sokolské slety (jako tribuny tehdy sloužily sypané valy). Stadion celkově chátrá, na sloupech ochozů se ztratila barva. Krytý plavecký bazén uvnitř východní tribuny je v provozu. Centrální část stadionu i nadále využívá pro tréninkové účely a domácí zápasy svého B týmu a mládežnických výběrů AC Sparta Praha.
V roce 2021 oznámil pražský magistrát, že plánuje do roku 2022 vypsat ideovou soutěž na budoucí využití a podobu stadionu na Strahově. Mezi úvahy patří umístění stálé expozice Muzea paměti XX. století. Tramvajová trať z Malovanky by měla být prodloužena přímo ke stadionu. Náklady na rekonstrukci stadiónu byly v roce 2020 odhadovány na 1,5 miliardy korun.
V září 2022 zástupci hlavního města podepsali memorandum o spolupráci s vedením Českého vysokého učení technického (ČVUT), zástupci Studentské unie i budoucími partnery z řad podnikatelů. Cílem je vyzkoušet, jak by strahovským tribunám seděla proměna na technologické a inovační centrum.

## Koncerty
- Rolling Stones, 18. srpna 1990, návštěvnost cca 100 000 lidí, předkapela: Vladimír Mišík a 5. srpna 1995, návštěvnost cca 127 000 lidí, předkapela: Lucie
- Guns N' Roses, 20. května 1992, návštěvnost 60 000 lidí, předkapely: Soundgarden a Faith No More
- Bon Jovi, 4. září 1993
- Aerosmith, 27. května 1994, návštěvnost 50 000 lidí
- Sjezd Harley-Davidson Club Praha: Vilém Čok, Daniel Landa nebo Support Lesbiens, 10. července 1994
- Pink Floyd, 7. září 1994, návštěvnost 115 000 lidí
- Bratři Nedvědové, 21. června 1996, návštěvnost 60 000 lidí
- U2, 14. srpna 1997, návštěvnost 75 000 lidí
- AC/DC, 12. června 2001, návštěvnost 25 000 lidí, předkapela: Rammstein
- Ozzfest, 30. května 2002, návštěvnost 30 000 lidí. Line-up: Škwor, AntiProduct, AstroMetro, Royal Playboy Cartel, Tool, Slayer, Ozzy Osbourne

## Parametry
- Kapacita: 250 000
- Rozměry: 310,5 × 202,5 m
- Plocha: 62 876 m²

## Galerie

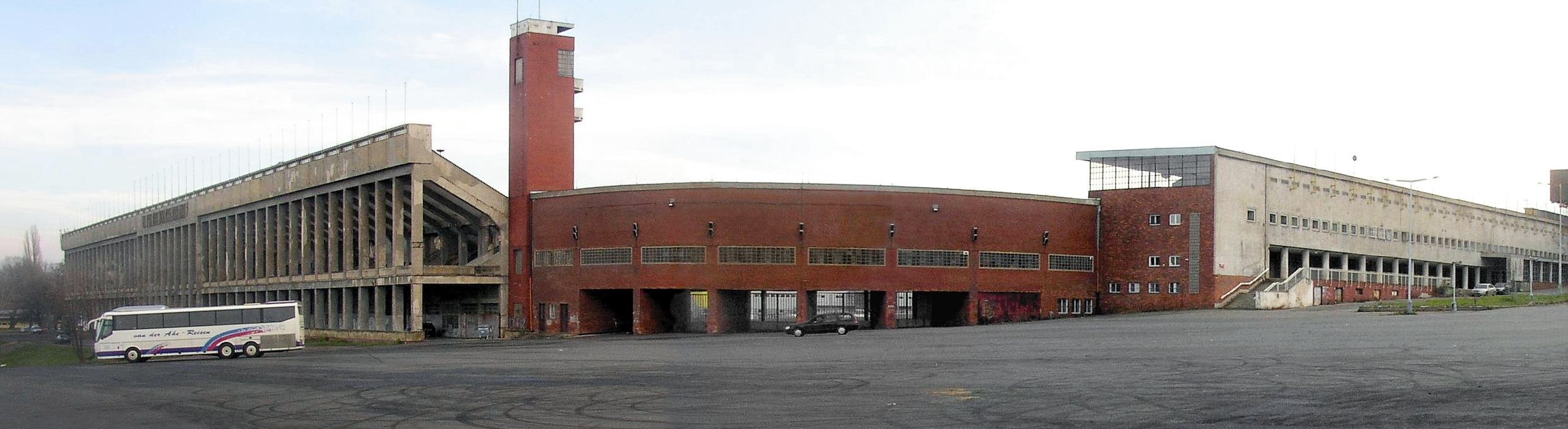
Strahovský stadion od severozápadu.
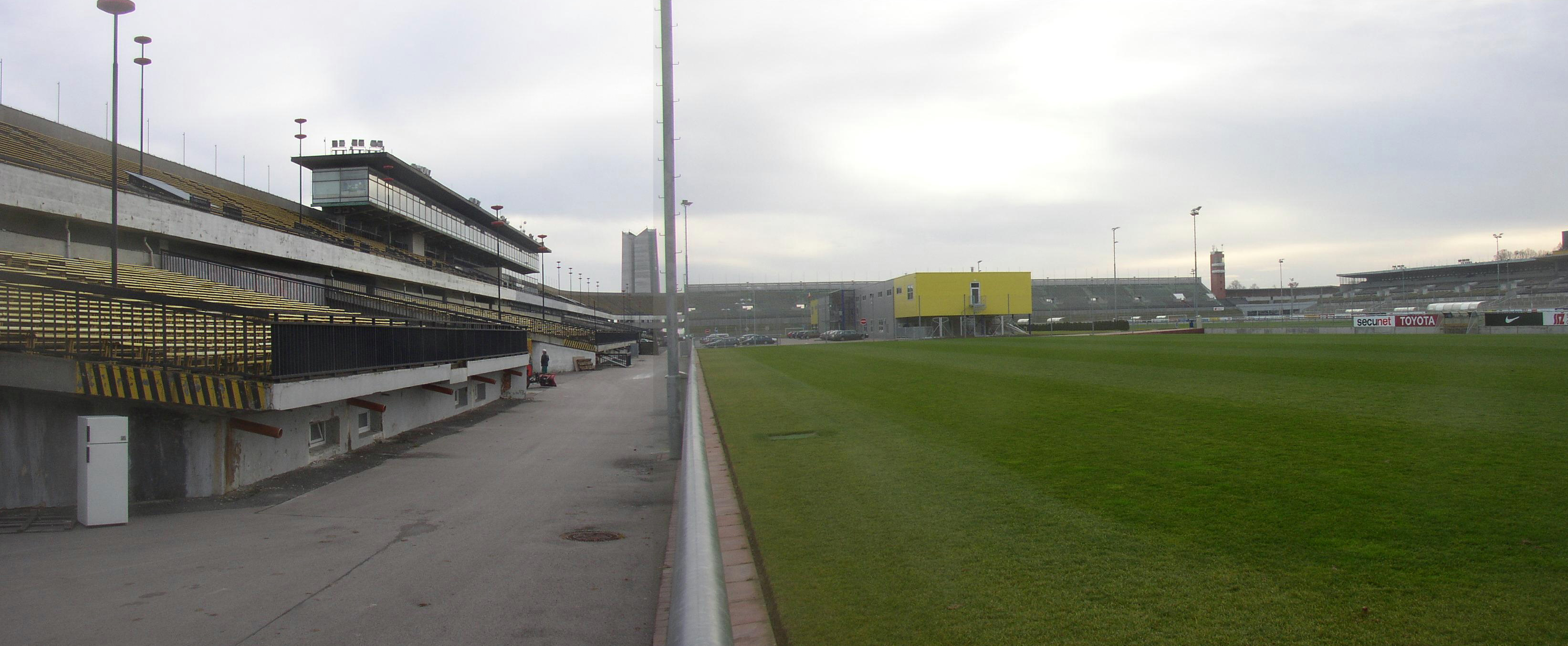
Vnitřek stadionu (prosinec 2006). Pohled ze severovýchodního rohu.
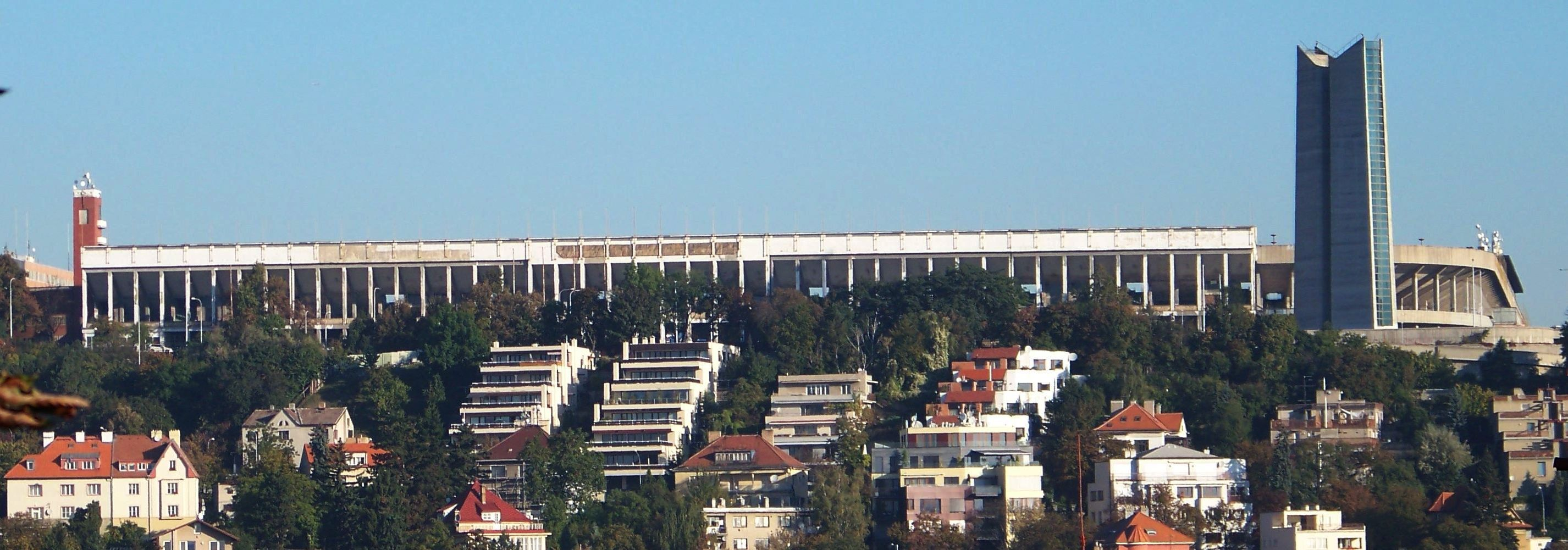
Pohled na strahovský kopec se stadionem zdálky od jihu.
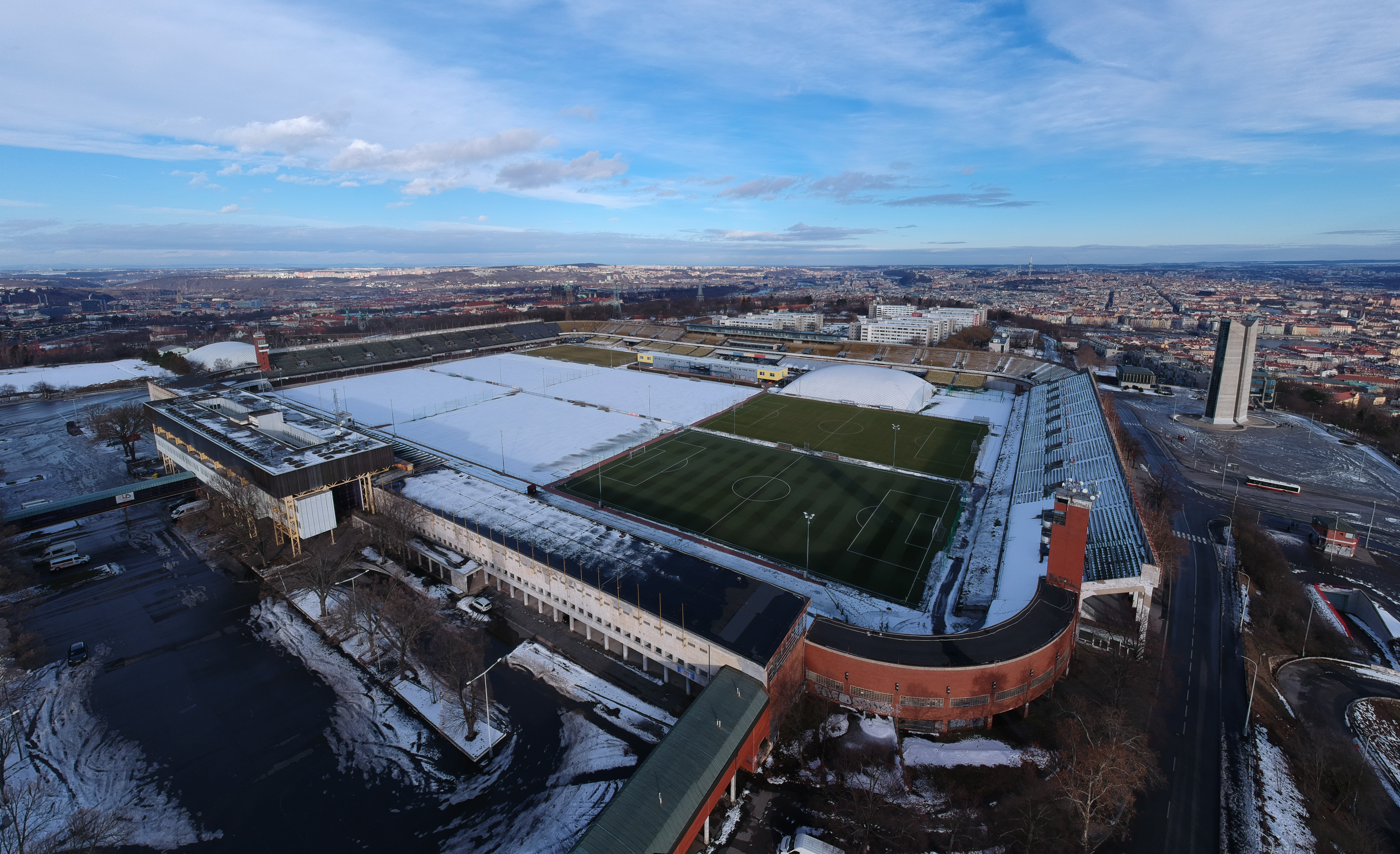
Stadion ze vzduchu